# 阿普爾斯普爾 (阿肯色州)
阿普爾斯普爾（英語：Apple Spur）是位於美國阿肯色州本頓縣的一個非建制地區。該地的面積和人口皆未知。

## 地理
阿普爾斯普爾的座標為36°21′22″N 94°09′42″W / 36.35611°N 94.16167°W，而該地的平均海拔高度為396米（即1300英尺）。